# Експрес (завод)
ТОВ «Експрес» (Жмеринський вагоноремонтний завод) — вагоноремонтне підприємство, розташоване в м. Жмеринка, Вінницької області.

## Історія підприємства

### Будівництво залізниці

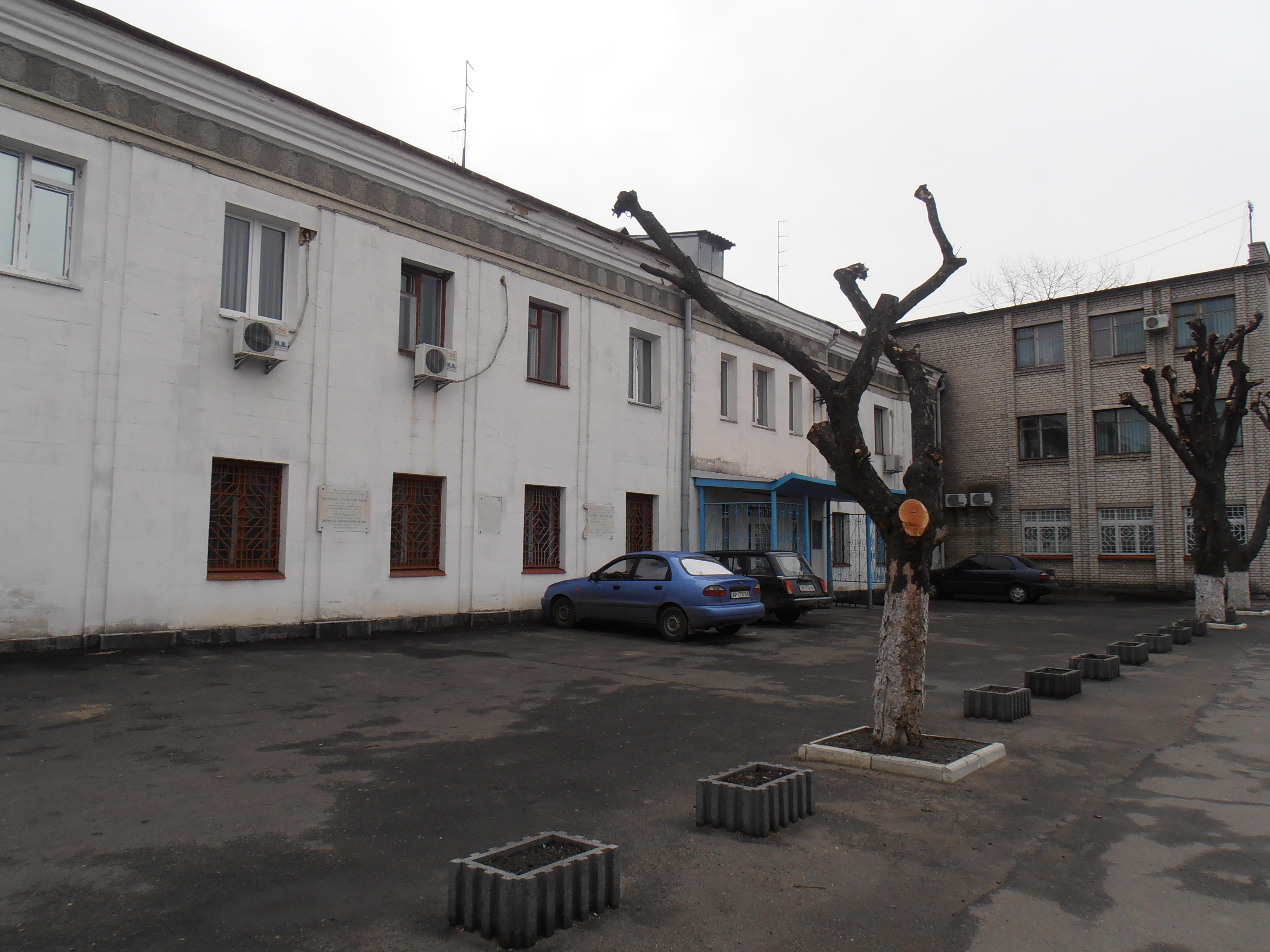
Центральний корпус Жмеринського вагоноремонтного заводу. Пам'ятка архітектури

У 1861 році в Петербурзі розглянули питання про залізничне з'єднання між Одесою і Львовом. Було розуміння від великого економічного ефекту від з'єднання залізниць двох імперій — Австрійської та Російської. Стосовно спорудження залізниці не одразу дійшли компромісу. Деякі спеціалісти пропонували провести лінію через Чернівці.
Та все ж у 1865 році вирішили, що лінія Львів—Чернівці—Новоселиця—Одеса занадто відірвана від мережі російських залізниць та, у випадку війни, може бути використана Австрійською імперією. В той час з'явилася ідея об'єднати й інші великі міста України, у тому числі Київ.
Перший міністр шляхів сполучень Російської імперії, генерал Павло Мельников створив проєкт мережі головних колій європейської частини Росії, у тому числі від Москви до Одеси. Будівництво колії від Києва на Одесу проходило через Козятин, Жмеринку, Балту. Підрядником будівництва виступило товариство «Де Врієр і К». Цей проєкт затвердив імператор у 1866 році.
Протягом 1866-1870 років вели будівництво залізниці. 25 лютого 1870 року почали експлуатацію залізничного вокзалу на станції Жмеринка, а 7 червня на ліній Одеса-Жмеринка-Київ пройшов перший потяг.
Вже у 1871 році Жмеринка стала вузловою станцією після того, як у вересні відкрили рух поїздів по Волочиській лінії. 30 серпня 1892 року збудована лінія на Могилів.

### Зародження вагоноремонтних майстерень
Одночасно з початком експлуатації залізниці, відкриття у Жмеринці локомотивного депо виникла потреба в ремонті вагонів.
Будувати майстерні почали на західній околиці Жмеринки у незаселеній місцевості. Протягом 1866-1870 років майстерні було споруджено. В журналі комісії, яка приймала залізничні станції, а також станційні служби, згадується, що на станції Жмеринка споруджено майстерні для малого ремонту вагонів. Вагонний сарай, як зазначається в журналі, загальною площею 106 квадратних саженів, здатний проводити одночасний ремонт 8 вагонів.
26 травня 1870 року, ще у незакінчених корпусах заводу, розпочався ремонт вантажних вагонів. А з 1 серпня 1890 року майстерні приступили до ремонту і пасажирських вагонів.
Підприємство збільшувалося. Були збудовані: котельня з машинним відділенням, деревообробний корпус, будівлі ковальського, ресорного, малярного, механічного і слюсарного цехів. Була введена в дію водонапірна башта, завершено будівництво контори і складських приміщень.

Колектив Жмеринських вагоноремонтних майстерень (1900 р.)

Штат працівників укомплектовувався за рахунок залізничників, селян навколишні сіл та прибулих до Жмеринки. На той час Жмеринські вагоноремонтні майстерні були одним з найбільших підприємств Подільської губернії. У них працювало понад 400 робітників, які за місяць ремонтували 20 вантажних та 4 пасажирських вагони. Робочий день на підприємстві тривав 12-14 годин. Важкі деталі переносились або ж перевозились вручну. Травмованих робітників звільняли без будь-якої допомоги.
Зміни почалися у 1898 році, коли був збудований цех, у якому могли ремонтуватися одночасно 4 двохосні вагон. В процесі реконструкції було встановлено вантажний верстат «Рапід» для обточування колісних пар, механічний молот вагою 230 кг та два фрезерних верстати для розточування вальниць.
У 1909 році на території майстерень звели деревообробний цех, а в 1912-1914 роках було збудовано новий корпус на 6 робочих ліній. Це була висока і велика, як на той час, споруда зі скляною покрівлею.
З розвитком підприємства на заводі почали приймати на роботу кваліфікованих робітників з інших місцевостей. Робітники на заводі поділялися на дві категорії: на майстрових і робітників. Перші мали кваліфікацію, а решта були різноробочими. Цю категорію працівників приписували до будь-якого цеху, де вони займалися чорною роботою, що складалась головним чином з піднімання й перенесення всіляких тягарів. Хаотичне розташування під'їзних шляхів до майстерень, їх заплутаність неодноразово призводили до того, що під вагони чи паровози потрапляли робітники.
У 1898 році за закликом Київського «Союзу боротьби за визволення робітничого класу», яке розповсюджувало у Жмеринці агітаційні листівки із закликом відзначити 1 травня, робітники вагоноремонтного заводу вперше вийшли на демонстрації.
На хвилі революційних настроїв у майстернях був організований соціал-демократичний гурток, який очолив Манілевський Григорій Калинкович. У жовтні 1906 року був створений профспілковий комітет, який входив до Всеросійської залізничної спілки.
Жмеринські вагонні майстерні перед Першою світовою війною стали найбільшим підприємством залізничного вузла. Загальна виробнича площа цехів досягла 5 тисяч м², кількість встановленого обладнання становила 15 одиниць, число співробітників перевищувало 300 осіб. Протягом 1914 року на підприємстві було відремонтовано 2145 вагонів.

### Перші роки радянської влади

Меморіальна дошка на будівлі заводуправління Жмеринського вагоноремонтного заводу, присвячена подіям січня-червня 1918 року

4-6 березня 1917 року на підприємствах Жмеринки відбувалися вибори до рад робітничих депутатів. Від вагонних майстерень обрали токаря Маниловського Григорія Калинковича. 19 березня 1918 року у вагонних майстернях запровадили колегіальне управління, яке здійснювало керівництво підприємством. Але колегія проіснувала недовго. 28 березня 1918 року місто захопили німецько-австрійські війська.

Подарунок колективу майстерень молодій державі Рад.

16 листопада 1917 року робітники жмеринських вагоноремонтних майстерень на своєму мітингу за участю солдатів прийняли резолюцію про підтримку Рад робітничих і солдатських депутатів і про визнання партії керівною, виразником їх інтересів.
Між 1917 та 1920 роками Жмеринка постійно переходила під владу ворогуючих сторін.
31 грудня 1917 року на багатолюдному мітингу вагонних майстерень з нагоди 1-го Всеукраїнського з'їзду Рад, який пройшов 24-25 грудня у Харкові, було ухвалене рішення про організацію Жмеринської Червоної Гвардії для захисту завоювань революції. За перші два дні до загону Червоної Гвардії записалося понад 200 чоловік, майже третина з яких були робітниками вагоноремонтних майстерень.
5 березня 1918 року німецькі війська знову захопили Жмеринку. У боях загін Червоної гвардії зазнав значних втрат, загинув перший командир загону Й. С. Кашевич.
20 березня 1919 року місто захопив Таращанський полк Червоної армії під командуванням Василя Боженка.
31 липня 1920 року у Жмеринці було створено профспілку залізничників, яка об'єднала 3 000 робітників-залізничників.

Меморіальна дошка на будівлі заводуправління Жмеринського вагоноремонтного заводу, присвячена відвідинам Жмеринки Михайлом Калініним та Генадієм Петровським

З початком Нової економічної політики у майстернях почалися зміни. В березні 1921 року вагоноремонтні майстерні запровадили конвенційний ремонт вантажних вагонів. В квітні цього ж року робітники запровадили тиждень профруху. На суботнику на честь перемоги над Врангелем був відремонтований паровоз, який зробив перший рейс до Могилів-Подільського.У 1922 році при майстернях була організована столярна школа робітників (ФЗО).
У березні 1922 році у Жмеринці побували Михайло Калінін та Геннадій Петровський, які виступили на мітингу перед робітниками заводу. В той час В Україні відбувався голодомор. Радянській владі необхідно було вивозити до Росії експропрійоване в українських селян зерно. Михайло Калінін на той час очолював Центральну комісію допомоги голодаючим, яка керувала вивозом цього зерна до Росії. Для вивозу зерна робітники були змушені різко збільшити навантаження внаслідок чого за два місяці було відремонтовано 800 вагонів. За повідомленнями газети Подільського губревкому «Вісті», у жмеринчан було відібрано близько 12 тисяч пудів хліба.
Після смерті Володимира Леніна на заводі 1 травня 1925 року було відкрито один з перших в області пам'ятник Леніну.
На 1926 рік основні фонди вагоноремонтних майстерень були досить зношені (від 30 % у цеху з обробки матеріалів до 70 % у заготівельних цехах). Для реконструкції підприємства з 1 жовтня 1926 року по 1 жовтня 1928 року було вкладено 2 908,3 тисяч карбованців капітальних інвестицій. Внаслідок цього були оновлені основні фонди, збудовані нові ливарний та ковальський цехи.
У 1927 році було випущено 200 критих 16,5-тонних вантажних вагонів з економією в 48 тис. карбованців проти запланованої суми.

### Тридцяті роки
6 березня 1930 року рада праці та оборони своєю постановою № 31/466 вирішила 16 вагоноремонтних майстерень підпорядкувати Вищій раді народного господарства (ВРНГ). У це число потрапив і Жмеринський вагоноремонтний завод.
У 1930 році з формулюванням за досягнуті успіхи у виробництві, активну участь колективу в політичному житті міста і Південно-Західної залізниці вагоноремонтному заводу було присвоєно ім'я 1-го Травня. У цьому ж році несподівано підприємству, яке зі заснування спеціалізувалося з ремонту вагонів, змінили профіль і включили до складу треста «Укрметалооб'єднання», внаслідок чого значна кількість спеціалістів була звільнена, були покинуті деякі цехи.
Проте вже 20 липня 1933 року Жмеринському машинобудівному заводу знову повертають попередній профіль і з того часу він почав офіційно називатися  — Жмеринський вагоноремонтний завод ім. 1 Травня (ЖВРЗ).
У 1935 році завод перейшов на ремонт ізотермічних вагонів та їх модернізацію. В квітні 1936 року вагоноремнтний завод перейшов на новий прогресивніший спосіб ремонту вагонів — конвеєрну систему за зразком тамбовських залізничників. Тоді ж було організоване конструкторське бюро.
На 1941 рік випуск валової продукції зріс у 5 разів у порівнянні з 1928 роком, а кількість робітників збільшилася у 2,3 рази. Основні фонди зрозли у 4 рази, а у порівнянні з 1913 роком — у 10 разів.

### Друга світова війна
З початком війни на території СРСР було ухвалене рішення про евакуацію. З 2 до 17 липня 1941 року проходила евакуація обладнання і рухомого складу, депо, вагоноремонтного заводу. Евакуювалося все, що можна було демонтувати і завантажити до вагонів.
Через жмеринський залізничний вузол проходили евакуацію майже усі сусідні області на захід і північ. За 10 днів було вивезено близько 30 тисяч вантажних вагонів.
Евакуація Жмеринського вагоноремонтного заводу відбулася до міста Канаш (Чуваська АССР, Росія). Робітники заводу працювали на місцевому вагоноремонтному та Козловському авіаційному (№ 494) заводах.
За окупації Жмеринки на території вагоноремонтного заводу розташовувався табір військовополонених. Частково були відбудовані цехи. Частину підпільників, які працювали на заводі було захоплено, перевезено до Тирасполя і розстріляно.
18-21 березня 1944 року червона армія відбила Жмеринку.
187 працівників заводу були нагороджені бойовими орденами і медалями.

### Повоєнні часи

Заводська ТЕЦ

Після закінчення війни Жмеринський вагоноремонтний завод був майже знищений. Сума збитків обчислювалася у сумі 8 млн карбованців. 14 липня 1944 року Рада народних комісарів Української РСР і ЦК КП(б)У ухвалили постанову «Про невідкладні заходи із забезпечення ремонту і відбудови товарних вагонів і паровозів на ІІІ квартал 1944 року»
Була відчутна гостра потреба у кадрах: частина робітників залишалася у м. Канаш, частина воювала на фронтах. Тому у серпні 1944 року Вінницький обласний виконавчий комітет ухвалив рішення про мобілізацію для Жмеринського вагоноремонтного заводу робітників на постійну роботу в кількості 460 осіб і на тимчасову ще 300.
Частину устаткування надіслали робітники з Барнаульського, Новоросійського, Канашівського вагоноремонтних заводів. Всього з липня 1944 року до лютого 1945 року у цехах було встановлено 82 одиниці різних верстатів.
До кінця липня 1944 року було відбудовано ливарний, ремонтно-комплектувальний і ковальський цехи. У вересні того ж року був відбудований вагоноскладальний цех, був добудований колісний цех.
У 1945 році повернулися з евакуації робітники та службовці, які перебували в евакуації під час війни в Кануші. Вже на кінець 1948 року завод був майже відбудований і досяг випуску продукції довоєнного рівня.
| Показник                                 | 1954 рік | 1959 рік | 1965 рік | 1969 рік |
| ---------------------------------------- | -------- | -------- | -------- | -------- |
| Товарна продукція, тис. крб              | 2 628,0  | 4 751,0  | 7 726,0  | 9 384,0  |
| Прибуток, тис. крб.                      | 307,0    | 999,0    | 2 778,0  | 2 799,0  |
| Продуктивність праці                     | 185,2    | 269,5    | 377,5    | 437,0    |
| Середньомісячна заробітна плата, крб.    | 68,9     | 73,3     | 91,8     | 108,6    |
| Електроспоживання на одного виробничника | 2 442    | 5 565    | 3 150    | 3 210    |

1 жовтня 1955 року була запущена теплоелектроцентраль.
У 1978 році був знятий техніко-пропагандистський фільм про завод. Вироблено Українською студією хронікально-документальних фільмів. Чорно-білий фільм складається з 2 частин, ширина плівки —35 і 16 мм. Режисером фільму став Ф. Кліменко, автор сценарію —В. Макарова.
На 1978 рік на підприємстві працювало близько 2000 робітників.

### Перебудова та часи Незалежності
У 1988 році на Жмеринському вагоноремонтному заводі було створено акціонерне товариство з акціями трудового колективу. В тому ж році у московському міністерстві залізничного транспорту СРСР був підписаний договір на оренду основних фондів заводу без права їх викупу та перепрофілювання.
З 1989 року завод став акціонерно-орендним підприємством. У 1994 році колектив викупив основні фонди і став власником заводу. 15-19 грудня 1994 року на загальних зборах було засноване Жмеринське товариство з обмеженою відповідальністю — підприємство «Експрес». Головою правління було обрано Чорного Володимира Тимофійовича, який до реорганізації був директором заводу.
З 1994 по 1997 роки були освоєні нові види ремонту: залізничних цистерн для зрідженого газу, дизель-поїздів Д1 угорського виробництва, пасажирських вагонів із системою кондиціювання повітря.

## Характеристики підприємства
Загальна площа території заводу становить 19,2 га. В складі заводу — 20 цехів і дільниць. По території заводу протяжність колій становить 10 км. Завод може здійснювати ремонт 40 вагонів одночасно, загальна кількість вагонів, яка може знаходитись на заводі — 100.

### Основне виробниче направлення підприємства
- Ремонт пасажирських вагонів (капітальний ремонт по першому об'єму КР-1, заводський плановий ремонт КР-2, капітально-відновлюваючий ремонт КВР) різних модифікацій: ЦМО — обласний, ЦМО без кондиціювання повітря, ЦМК з кондиціюванням повітря та без кондиціювання повітря, СВ (м'яке двомісне купе), РИЦ, ЦМБ, ЦМП, ЗАК, СлТех, ЦМР.
- Ремонт вантажних вагонів: на піввагонів, вагонів бункерного типу, вагонів самоскидів, вагонів — цистерн.
- Ремонт та відновлення дизель — поїздів серії Д1.
- Ремонт та формування нових колісних пар пасажирських та вантажних вагонів, дизель — поїздів серії Д1.
- Виготовлення комплектів меблів для пасажирських вагонів.
- Виготовлення вагонних кип'ятильників.
- Балансування колісних пар, карданових валів.
- Виготовлення запасних частин для рухомого складу залізничного транспорту.
- Ремонт окремих агрегатів, кисню та товарів народного споживання.

## Соціальна сфера підприємства
До соціальної сфери підприємства належать міська ТЕЦ, житловий фонд (47 770 м²), профілакторій «Залізничник», дитячий оздоровчий комплекс «Дубки» тощо. Під квартири були переобладнані нежитлові приміщення.
На підприємстві є власна бібліотека, магазин.
На території заводу є пам'ятник Загиблим 50-ти воїнам-заводчанам у роки Другої світової війни.

Пам'ятник загиблим 50-ти воїнам-заводчанам у роки Другої світової війни

## Керівники підприємства
| Прізвище, ім'я, по батькові       | З якого по який час працював начальником заводу | Фотографія |
| --------------------------------- | ----------------------------------------------- | ---------- |
| Андрєєв Олександр Миколайович     |                                                 |            |
| Макаренко Олексій Михайлович      |                                                 |            |
| Гуляєв Микола Абрамович           |                                                 |            |
| Варламов Олександр Васильович     |                                                 |            |
| Усачов Петро Федорович            |                                                 |            |
| Руденко Леонтій Мартинович        |                                                 |            |
| Кушень Микола Дмитрович           |                                                 |            |
| Бєлобрицький Емануіл Амбросійович |                                                 |            |
| Воловатов Іван Федорович          |                                                 |            |
| Мікулін Віталій Леонідович        |                                                 |            |
| Чорний Володимир Тимофійович      |                                                 |            |
| Свистун Василь Петрович           | З 18.06.2015 р. по сьогоднішній день            |            |